# المشاق (المحابشة)

تعديل مصدري - تعديل

المشاق هي إحدى قرى عزلة حجر بمديرية المحابشة التابعة لمحافظة حجة، بلغ تعداد سكانها 1436 نسمة حسب تعداد اليمن لعام 2004.